# Гейтц, Вальтер
Вальтер Гейтц (Хайтц) (нем. Walter Heitz; 8 декабря 1878, Берлин — 9 февраля 1944, Красногорск, Московская область) — немецкий военачальник, генерал-полковник (30 января 1943 года), кавалер Рыцарского креста с Дубовыми листьями.

## Биография
В марте 1898 года поступил на военную службу фанен-юнкером (кандидат в офицеры) в артиллерийский полк. С августа 1899 года — лейтенант, с октября 1913 — капитан. Начал Первую мировую войну в должности командира батареи. С декабря 1916 — командир артиллерийского дивизиона. За время войны награждён Железными крестами обеих степеней и ещё двумя орденами. Был ранен.
После поражения — в рейхсвере. С 1931 года — полковник и комендант Кёнигсберга, в 1933 году стал генерал-майором, с 1936 года — генерал-лейтенант и президент Имперского военного суда, с 1937 года — генерал артиллерии.
Во время Польской кампании (1939) с 12 сентября командовал войсками в Данциге. С 25 октября 1939 года — командир 8-го армейского корпуса. Участвовал во Французской кампании (1940), по её окончании с июля 1940 года по апрель 1941 года оставался на побережье Ла-Манша, затем переведён на границу с СССР.
При нападении на СССР командовал 8-м армейским корпусом в составе 9-й полевой армии группы армий «Центр», участвовал в Белостокско-Минском и Смоленском сражениях, затем в наступлении на Москву. Осенью 1941 года переведён в Париж, где руководил военной администрацией.
В апреле 1942 года 8-й армейский корпус вернулся на советско-германский фронт и вошёл в состав 6-й полевой армии Ф. Паулюса из состава группы армий «Юг». Участвовал в Сталинградской битве, вместе с армией попал в окружение под Сталинградом, 21 декабря 1942 года получил Рыцарский крест с Дубовыми листьями, 30 января 1943 года — звание генерал-полковника, но уже 31 января взят в плен.
Умер в советском плену от рака.

## В Сталинградском «котле»
До последнего дня настаивал на продолжении сопротивления в Сталинградском «котле», отдал приказ, что о сдаче не может быть и речи, и всякий, кто будет уличён в переговорах с противником, будет расстрелян на месте. Так как командные пункты 8-го и 51-го корпусов находились в одном бункере, Гейтц имел возможность контролировать все действия командира 51-го корпуса Вальтера фон Зейдлиц-Курцбаха, который был склонен в безнадёжной ситуации капитулировать.
Когда советские танки прорвались к командному пункту Гейтца, тот попытался застрелиться, но ему помешал его начальник штаба полковник Шильдкнехт. Таким образом, В. Гейтц стал вторым по рангу немецким военнопленным (после Паулюса).

## Награды
- Железный крест 2-го и 1-го класса (1914) (Королевство Пруссия)
- Королевский орден Дома Гогенцоллернов рыцарский крест с мечами (Королевство Пруссия)
- Ганзейский крест Гамбурга
- Крест «За выслугу лет»[нем.] (25 лет выслуги) (Королевство Пруссия)
- Нагрудный знак «За ранение» чёрный (1918)
- Почётный крест ветерана войны с мечами
- Пряжка к Железному кресту 2-го класса (10 октября 1939)
- Пряжка к Железному кресту 1-го класса (19 марта 1940)
- Медаль «За зимнюю кампанию на Востоке 1941/42»
- Немецкий крест в золоте (22 апреля 1942)
- Рыцарский крест железного креста с Дубовыми Листьями
  - Рыцарский крест (4 сентября 1940)
  - Дубовые листья (№ 156) (21 декабря 1942)